# Meave Leakey

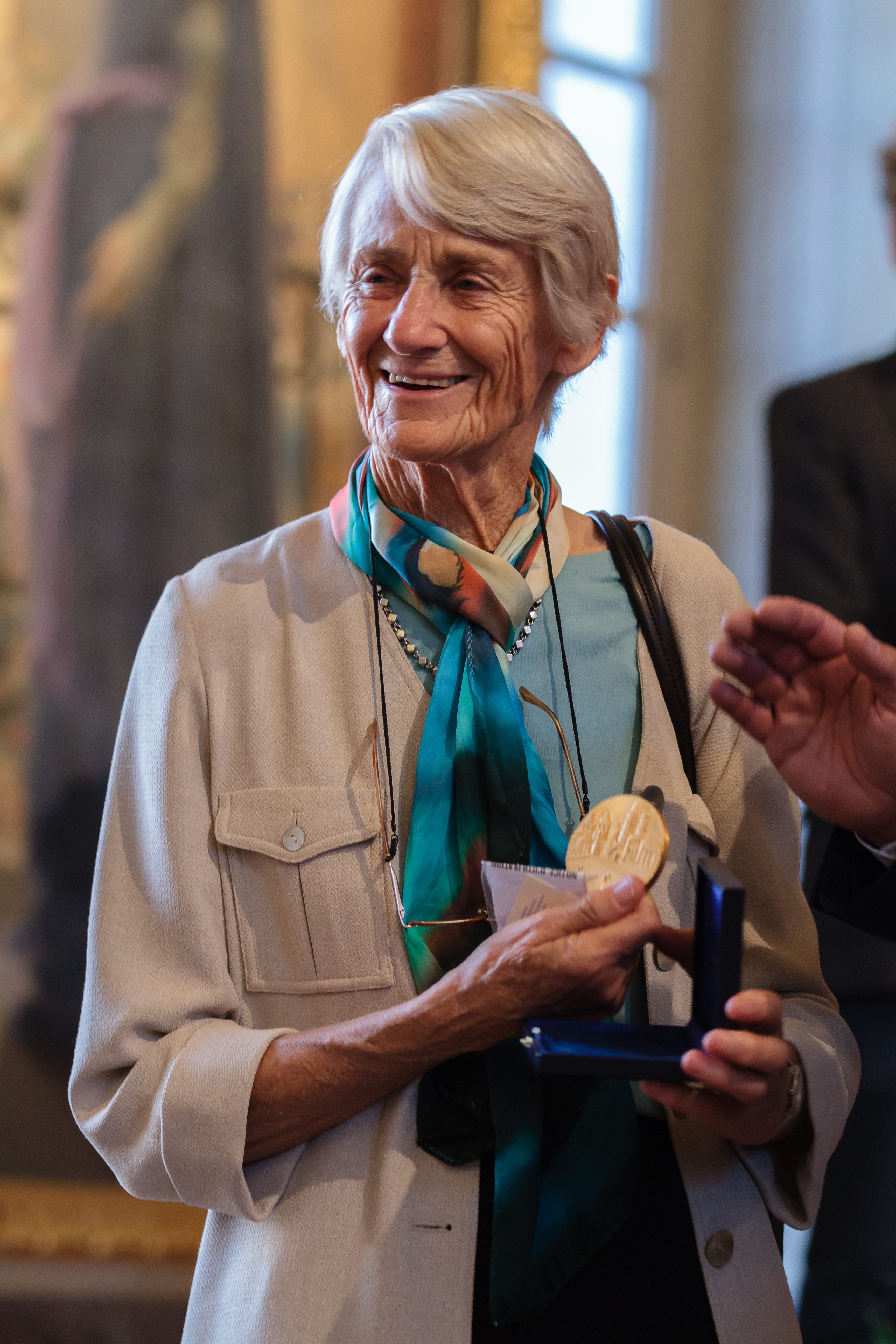
Meave Leakey

Meave Leakey z d. Epps (ur. 28 lipca 1942 w Londynie) – brytyjska paleontolog.

## Życiorys
Zdobyła bakelaureat z zoologii morskiej na University of North Wales. W latach 60. pracowała w Tigoni Primate Research Centre w Afryce. W 1968 uzyskała doktorat, opracowawszy temat anatomii naczelnych. W 1970 wyszła za Richarda Leakeya. 
Od 1982 do 2001 była szefową wydziału paleontologicznego kenijskiej służby muzealnej. Przez wiele lat była związana z Turkana Basin Institute w Nairobi. W 1994 w toku prowadzonych przez nią badań w basenie jeziora Turkana odnaleziono szczątki nieznanego wcześniej gatunku Australopithecus anamensis. W 2001 jej zespół dokonał odkrycia liczącej 3,5 miliona lat czaszki nowo odkrytego gatunku Kenyanthropus platyops. W 2007 była współautorką artykułu opublikowanego w "Nature", w którym wysunięto tezę o współistnieniu gatunków Homo habilis i Homo erectus przez ok. pół miliona lat, co podważało dotychczasowe ustalenia o bezpośrednim następstwie tych gatunków.Jej córka, Louise Leakey również paleontolog, przez wiele lat współpracowała z Meave.
Meave Leakey była doktorem nauk na University College London. Zdobyła stopień profesora State University of New York.